# Юндинское (сельское поселение)
Юндинское — упразднённое муниципальное образование со статусом сельского поселения в составе Балезинского района Удмуртии.
Административный центр — село Юнда.
Законом Удмуртской Республики от 17.05.2021 № 49-РЗ к 30 мая 2021 года упразднено в связи с преобразованием муниципального района в муниципальный округ.

## Население
| 2010  | 2012  | 2013  | 2014  | 2015  | 2016  |
| ----- | ----- | ----- | ----- | ----- | ----- |
| 1503  | ↘1463 | ↘1454 | ↘1427 | ↘1423 | ↗1424 |
| 2017  | 2018  | 2019  | 2020  | 2021  |       |
| ↘1392 | ↘1339 | ↘1309 | ↘1277 | ↘1083 |       |

## Населённые пункты
В состав поселения входят следующие населённые пункты:
| Населённый пункт | Население (2007) |
| ---------------- | ---------------- |
| Ахмади           | 149              |
| Бектыш           | 23               |
| Вотино           | 5                |
| Котегово         | 305              |
| Лебеди           | 1                |
| Падера           | 477              |
| Пироково         | 23               |
| Юнда             | 458              |
| Ягошур           | 143              |

## Социальная инфраструктура
В поселении действуют средняя (Юнда) и 3 начальных (Ахмади, Котегово, Падера) школы, 2 детских сада (Падера, Юнда), 3 библиотеки, 3 клуба, 4 фельдшерско-акушерских пункта, музей и дом ремёсел. Среди предприятий работают ООО «Прогресс», ООО «Колос», ООО «Котегово».